# Oskarström
Okarström is een plaats in de gemeente Halmstad in het landschap Halland en de provincie Hallands län in Zweden. De plaats heeft 4027 inwoners (2005) en een oppervlakte van 349 hectare. De plaats ligt aan de rivier de Nissan, circa 15 kilometer ten noordoosten van de stad Halmstad.
De plaats komt aan zijn naam door de uit Göteborg afkomstige Oscar Björkman, die in 1844 grond kocht op de locatie van de huidige plaats en daar een houtzaagmolen oprichtte.

## Verkeer en vervoer
Bij de plaats loopt de Riksväg 26.
De plaats heeft een station aan de spoorlijn Halmstad - Nässjö.